# Fédération uruguayenne de boxe
Pour les articles homonymes, voir FUB.
La Fédération uruguayenne de Boxe (en espagnol Federación Uruguaya de Boxeo), FUB, est l'instance gérant la boxe anglaise en Uruguay.
Elle a été créée le 8 avril 1915 et a joué un rôle important dans la préparation sportive des boxeurs uruguayens. L'actuel président est le boxeur uruguayen Juan Montiel.